# La Femme en question
Pour plus de détails, voir Fiche technique et Distribution.
La Femme en question (The Woman in Question) est un film britannique réalisé par Anthony Asquith, sorti en 1950.

## Synopsis
Agnès Huston, une veuve, a été assassinée chez elle. Le Superintendant Lodge et l'Inspecteur Butler commencent à questionner ses proches. Après ces entretiens, ils réalisent qu'ils ont toujours vu différents aspects de la personnalité de la morte à travers les yeux des autres. Un indice va finalement les mettre sur la voie du meurtrier qu'ils arrivent à confondre.

## Fiche technique
- Titre original : The Woman in Question
- Titre français : La Femme en question
- Titre américain : Five Angles on Murder
- Réalisation : Anthony Asquith, assisté de George Pollock
- Scénario : John Cresswell
- Direction artistique : Carmen Dillon
- Costumes : Yvonne Caffin, Dorothy Edwards (garde-robe des rôles féminins), Bob Raynor (garde-robe des rôles masculins)
- Photographie : Desmond Dickinson
- Son : John Dennis, Gordon McCallum, Ken Rawkins
- Montage : John D. Guthridge
- Musique : John Wooldridge
- Production : Teddy Baird
- Production déléguée : Joseph Janni
- Société de production : Javelin Films, Vic Films Productions
- Société de distribution : General Film Distributors
- Pays d'origine :  Royaume-Uni
- Langue originale : anglais
- Format : Noir et blanc  — 35 mm — 1,37:1 — son mono
- Genre : Film à énigme
- Durée : 88 minutes
- Dates de sortie : 
  - Royaume-Uni : 3 octobre 1950
  - France : 18 octobre 1951

## Distribution
- Jean Kent : Agnès "Astra" Houston
- Dirk Bogarde : Robert "Bob" Baker
- John McCallum : Michael Murray
- Susan Shaw : Catherine Taylor
- Hermione Baddeley : Mme Finch
- Charles Victor : Albert Pollard
- Duncan MacRae : Superintendant Lodge
- Lana Morris : Lana Clark
- Joe Linnane : Inspecteur Butler
- Vida Hope : Shirley Jones
- John Boxer : Lucas
- Albert Chevalier : Gunter
- Julian D'Albie : Sergent de police
- Anthony Dawson : Wilson
- Everley Gregg
- Duncan Lamont : Barney
- Josephine Middleton : Mrs. Hengist
- Richard Pearson